# Anekdoten

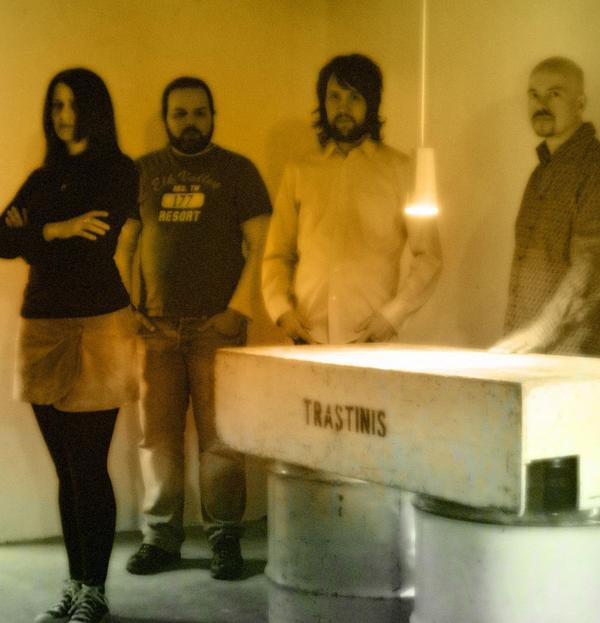
Anekdoten

Anekdoten is een Zweedse band binnen het circuit van de symfonische rock. De band komt uit de buurt van de stad Borlänge.  
Anekdoten kreeg haar naam begin jaren 90 van de 20e eeuw, toen Anna Sofi Dahlberg tot de groep toetrad. Daarvoor heette de band King Edward, een parodie op King Crimson, wier muziek de band tot dan toe coverde. Dat King Crimson uit het tijdperk MK1 een grote invloed had op de muziek van de band bleek ook nog anno 2007. Handelskenmerk is de mix van mellotron en cello.
In Japan werden ze erg populair, hetgeen blijkt uit het feit dat een bootleg omgezet werd in een officiële uitgave. De druk werd zo groot dat Anekdoten er een tijdje mee stopte. Na 1999 duurde het 4 jaar voordat een nieuw album werd uitgegeven.

## Albums
- 1994: Vemod (van dit album was ook een demoversie, niet meer verkrijgbaar)
- 1996: Nucleus
- 1997: Live EP
- 1998: Official bootleg: Live in Japan
- 1999: From within
- 2003: Gravity
- 2005: Waking the dead: Live in Japan 2005
- 2007: A time of day
- 2009: Chapters (compilatiealbum)
- 2015: Until all the ghosts are gone